# 피터 무어

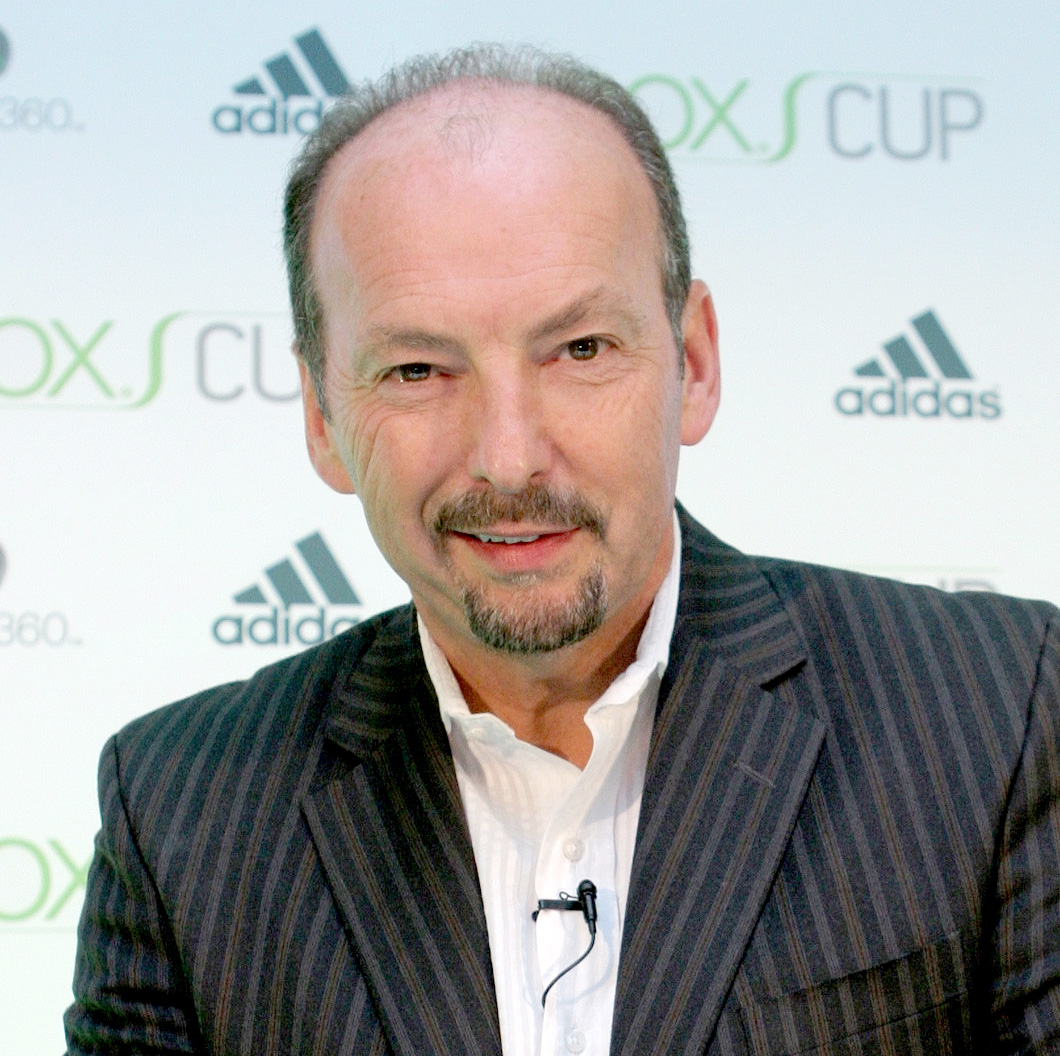

피터 무어(Peter Moore, 1955년 ~ )는 영국계 미국인 사업가이다. 리복의 글로벌 스포츠 마케팅의 시니어 VP, 세가 아메리카의 사장, 마이크로소프트의 인터랙티브 엔터테인먼트 비즈니스 부서의 부사장를 역임했고 엑스박스, 엑스박스 360 게임기를 감독했다.